# Waitzscher Turm

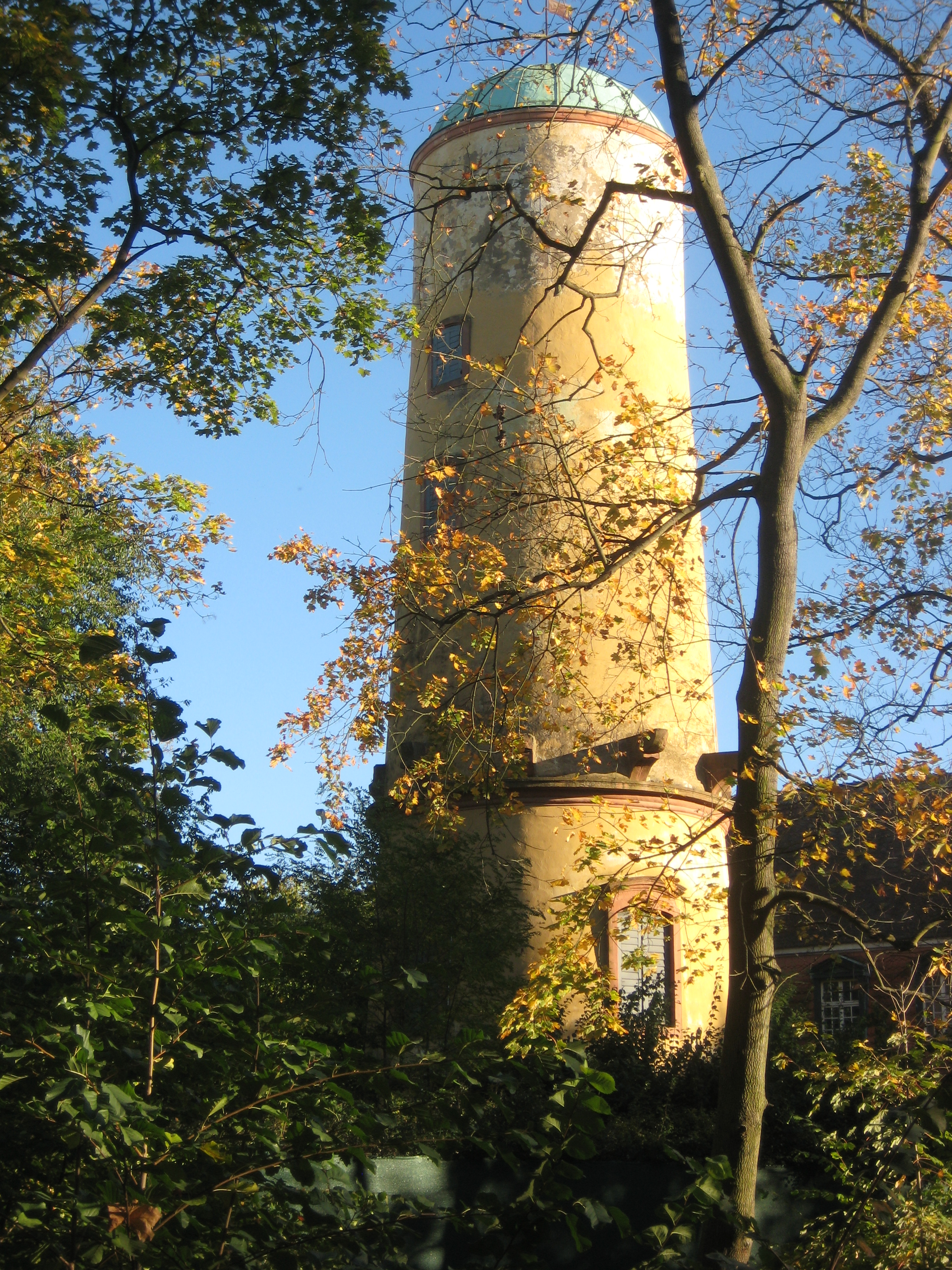
Waitzscher Turm (2010)

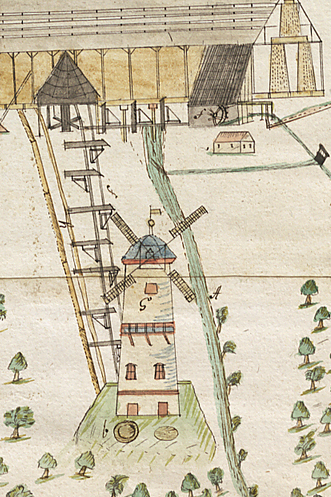
Waitzscher Turm, Aquarell 1784 (Ausschnitt), STA MR, Karte PII 15608

Der Waitz´scher Turm im Kurpark von Bad Nauheim ist neben dem Windmühlenturm an der Langen Wand eine der beiden zwischen 1742 und 1747 errichteten Windpumpen der ehemaligen Saline Nauheim.

## Geschichte
Er diente als wind- und wassergetriebenes Pumpwerk zur Förderung der Sole auf die Gradierbauten. Erbauer war der Obersalzgräfe Jakob Sigismund Waitz von Eschen, der 1735 von der Landgrafschaft Hessen-Kassel den Auftrag erhalten hatte, die Nauheimer Saline zu modernisieren und die Salzgewinnung rentabel zu machen. Der Standort des Waitzschen Turms wurde von dem Salzgräfen mit Bedacht gewählt. Er hatte bemerkt, dass im Flussbett der Usa eine ergiebige Solequelle zu Tage trat. Er ließ das Gewässer umleiten und im trockengelegten Kiesbett zwei Senkbrunnen mit einer Tiefe von zehn Metern ausheben.
Über diesen Brunnen wurde der vierstöckige Turm mit einer Höhe von 21,3 Metern errichtet. Im Inneren führte eine hölzerne Treppe zu den einzelnen Stockwerken und bis unter die Haube. Diese war mit Schindeln gedeckt und hatte einen blechernen Knopf mit einer Fahne. Die Haube mit den Windmühlenflügeln ruhte mit zwölf eisernen Rädern auf einem hölzernen Drehkranz. Bei günstigem Wind bewegten die 20 Meter langen, mit Segeltuch bespannten Flügel über einen Wellenbaum die Pumpen zur Soleförderung auf die benachbarten Gradierbauten. Bei fehlendem Wind konnte das Pumpenwerk über ein sogenanntes Kunstgestänge von einem Wasserrad an der Usa angetrieben werden.
Im Herbst 1824 wurden sowohl der Waitz´scher Turm als auch der Windmühlenturm an der Langen Wand durch einen Orkan schwer beschädigt. Eine Reparatur war aus Kostengründen nicht möglich. Der Windmühlenturm an der Langen Wand wurde mit einem Fachwerkaufbau und einem Schieferdach versehen, der Turm verfiel zur Ruine. Erst 1931 erhielt der inzwischen so genannte „Rabenturm“ ein Kupferdach.
Die beiden Windkünste der ehemaligen Saline Nauheim sind die einzigen, jemals in Hessen errichteten Windmühlentürme zur Soleförderung.
Sie sind in die Liste der Kulturdenkmäler in Hessen eingetragen.

## Heutige Nutzung
Der Waitz´scher Turm beheimatet seit 2024 eine Sauna, der Turm ist in den Saunagarten der Sprudelhof Therme integriert. Vor dieser Nutzung wurde der Turm über einen langen Zeitraum als Lagerfläche genutzt.